# Mikutter
mikutter（みくったー）は、Rubyで記述されたオープンソースのTwitterクライアントである。2010年にToshiaki Asaiによって開発が開始された。Linux上で実行することを想定している。

## 概要
mikutterは、RubyとGTK2が動作する環境で動作するTwitterクライアントである
。
プラグインによる拡張を想定して設計されており、ユーザは独自に作成したプラグインにより、任意の動作をさせることができる。
デバッグ用コンソールを備えており、mikutterが起動中でも、ユーザはRubyで記述した任意のコードをmikutter上で実行させることができる。
公開された当時はLinux上での実行を想定していたが、最低限RubyとGTK2が動作すれば実行できるため、UbuntuやFedoraをはじめとしたLinux環境だけでなく、FreeBSDや、本来は実行を想定していないWindows上でも動作することが確認されている。
ただし、OSによってインストール方法が異なり、安定して動作する保証はない。多くの環境では実行環境の整備からインストールまで自分で実行する必要があるが、Debian、GentooやArch Linux等、パッケージ化されている環境もある

。
現在のリリースサイクルは、Gitにより管理された開発版と公式サイトからダウンロードできる不安定版の2種類のリリースである

。

## 特徴
Twitterのタイムラインのリアルタイム更新機能であるUserStreamが一般に公開されたというアナウンスがあったのが2010年9月29日
、
mikutterがUserStreamに対応したのが2日後の2010年10月1日

である。タイムラインのリアルタイム更新が一般公開されてから、よく知られるGUIのLinux用Twitterクライアントの中ではかなり早く対応・公開されており、現在でもLinux上で動作する数少ないUserStream対応のTwitterクライアントの1つである。
Rubyで記述されたプラグインで様々な機能を追加することを前提に設計されており、その作成方法も公開されている
。
プラグインの動的なインストールにも対応しており、既にプログラムが動作している状態でも、
標準のデバッグ用コンソールを用いて動的なプラグインの追加、内部パラメータの再設定、
内部関数の実行、Rubyで記述されたコードの動的な実行等が可能である。
このような幅広い拡張性から、ユーザは独自にプラグインを作成し、Rubyで実装可能なことをほぼ全て実装できる。以下にその例を示す。
- タイムラインのツイートをユーザ独自のデータベースに保存
- ソケットを利用して通信を行い、外部から制御
- あらかじめ用意された情報を自動的にツイート

ただし、プログラミング経験のない初心者にとって、プラグインの作成はハードルが高い。
利用者向けに作成されたプラグインについても、説明がほとんどないものが多く、
使用しているmikutterのバージョンによっては動作しない場合がある。
mikutterのインストール方法も他のTwitterクライアントに比べて特殊であるため、
初心者が知識なしにインストールし、利用することは容易ではない。